# 迪特里希·多纳
迪特里希·多纳（Dietrich Dörner，1938年9月28日—）是一位德国普通心理学家，班贝格大学理论心理学系系主任、教授。
1938年9月28日，迪特里希·多纳出生于德国柏林，在杜塞尔多夫长大，1965年获得基尔大学学士学位，1969年获该校博士学位。此后先后任教于基尔大学、杜塞尔多夫大学、吉森大学、班贝格大学。1986年，他获得德国科学最高奖莱布尼茨奖。
著名作品有：《失败的逻辑：事情因何出错，世间有无妙策》（Die Logik des Mißlingens，ISBN 3-499-61578-9, 1996年）、《一个灵魂的蓝图》（Bauplan für eine Seele，ISBN 3-499-61193-7，2001年）。 
在他的指导下，发展出了认知结构理论Psi理論。